# II-divisioona 2014
La II-divisioona 2014 è stata la 21ª edizione del campionato di football americano di terzo livello, organizzato dalla SAJL.

## Squadre partecipanti
| Club                     | Città        | Stadio | Sponsor ufficiale | Risultato nella stagione 2013 |
| ------------------------ | ------------ | ------ | ----------------- | ----------------------------- |
| Hämeenlinna Huskies      | Hämeenlinna  |        |                   |                               |
| Hanko Sun City           | Hanko        |        |                   |                               |
| Helsinki Wolverines II   | Helsinki     |        |                   |                               |
| Kuopio Steelers          | Kuopio       |        |                   |                               |
| Lappeenranta Rajaritarit | Lappeenranta |        |                   |                               |
| Sipoo Bulldogs           | Sipoo        |        |                   |                               |

## Stagione regolare

### Calendario

#### 1ª giornata
| Sipoo 17 maggio 2014, ore 14:00 | Sipoo Bulldogs | 0 – 56 | Hämeenlinna Huskies | Söderkullan urheilukenttä |

| Hanko 17 maggio 2014, ore 14:00 | Hanko Sun City | 8 – 7 | Kuopio Steelers | Rukki Arena |

| Helsinki 17 maggio 2014, ore 14:00 | Helsinki Wolverines II | 23 – 0 | Lappeenranta Rajaritarit | Velodromo di Helsinki |

#### 2ª giornata
| Sipoo 24 maggio 2014, ore 14:00 | Sipoo Bulldogs | 6 – 34 | Kuopio Steelers | Söderkullan urheilukenttä |

| Helsinki 24 maggio 2014, ore 14:00 | Helsinki Wolverines II | 13 – 28 | Hanko Sun City | Velodromo di Helsinki |

| Lappeenranta 25 maggio 2014, ore 14:00 | Lappeenranta Rajaritarit | 6 – 52 | Hämeenlinna Huskies | Ammattikoulun lämmitettävä kenttä |

#### 3ª giornata
| Sipoo 7 giugno 2014, ore 14:00 | Sipoo Bulldogs | 0 – 26 | Lappeenranta Rajaritarit | Söderkullan urheilukenttä |

| Kuopio 7 giugno 2014, ore 15:00 | Kuopio Steelers | 17 – 16 | Helsinki Wolverines II | Väinölänniemen stadion |

| Hanko 8 giugno 2014, ore 16:00 | Hanko Sun City | 0 – 49 | Hämeenlinna Huskies | Rukki Arena |

#### 4ª giornata
| Hanko 14 giugno 2014, ore 14:00 | Hanko Sun City | 51 – 0 | Sipoo Bulldogs | Rukki Arena |

| Hämeenlinna 15 giugno 2014, ore 17:00 | Hämeenlinna Huskies | 35 – 7 | Helsinki Wolverines II | Kauriala |

#### 5ª giornata
| Sipoo 28 giugno 2014, ore 14:00 | Sipoo Bulldogs | 0 – 47 | Helsinki Wolverines II | Söderkullan urheilukenttä |

| Kuopio 28 giugno 2014, ore 15:00 | Kuopio Steelers | 15 – 13 | Hämeenlinna Huskies | Väinölänniemen stadion |

| Lappeenranta 29 giugno 2014, ore 14:00 | Lappeenranta Rajaritarit | 7 – 34 | Hanko Sun City | Lauritsalan kenttä |

#### 6ª giornata
| Hämeenlinna 5 luglio 2014, ore 16:00 | Hämeenlinna Huskies | 64 – 0 | Sipoo Bulldogs | Kauriala |

| Kuopio 5 luglio 2014, ore 15:00 | Kuopio Steelers | 24 – 19 | Hanko Sun City | Väinölänniemen stadion |

| Lappeenranta 6 luglio 2014, ore 14:00 | Lappeenranta Rajaritarit | 48 – 0 | Helsinki Wolverines II | Lauritsalan kenttä |

#### 7ª giornata
| Hanko 12 luglio 2014, ore 14:00 | Hanko Sun City | 34 – 0 | Helsinki Wolverines II | Rukki Arena |

| Hämeenlinna 12 luglio 2014, ore 16:00 | Hämeenlinna Huskies | 32 – 6 | Lappeenranta Rajaritarit | Pullerin jalkapallokentä |

| Kuopio 12 luglio 2014, ore 17:00 | Kuopio Steelers | 48 – 0 | Sipoo Bulldogs | Väinölänniemen stadion |

#### Anticipi 1
| Lappeenranta 20 luglio 2014, ore 14:00 | Lappeenranta Rajaritarit | 19 – 30 | Kuopio Steelers | Lauritsalan kenttä |

#### 8ª giornata
| Helsinki 2 agosto 2014, ore 13:00 | Helsinki Wolverines II | 14 – 18 | Kuopio Steelers | Velodromo di Helsinki |

| Lappeenranta 3 agosto 2014, ore 14:00 | Lappeenranta Rajaritarit | 26 – 6 | Sipoo Bulldogs | Lauritsalan kenttä |

| Hämeenlinna 3 agosto 2014, ore 16:00 | Hämeenlinna Huskies | 45 – 0 | Hanko Sun City | Pullerin jalkapallokentä |

#### 9ª giornata
| Sipoo 9 agosto 2014, ore 14:00 | Sipoo Bulldogs | 0 – 72 | Hanko Sun City | Söderkullan urheilukenttä |

| Helsinki 9 agosto 2014, ore 14:00 | Helsinki Wolverines II | 21 – 57 | Hämeenlinna Huskies | Velodromo di Helsinki |

| Kuopio 9 agosto 2014, ore 15:00 | Kuopio Steelers | 14 – 18 | Lappeenranta Rajaritarit | Väinölänniemen stadion |

#### 10ª giornata
| Helsinki 16 agosto 2014, ore 14:00 | Helsinki Wolverines II | 20 – 18 | Sipoo Bulldogs | Velodromo di Helsinki |

| Hanko 16 agosto 2014, ore 14:00 | Hanko Sun City | 48 – 18 | Lappeenranta Rajaritarit | Rukki Arena |

| Hämeenlinna 16 agosto 2014, ore 16:00 | Hämeenlinna Huskies | 28 – 7 | Kuopio Steelers | Pullerin jalkapallokentä |

### Classifica
La classifica della regular season è la seguente:
- PCT = percentuale di vittorie, G = partite giocate, V = partite vinte,  P = partite perse, PF = punti fatti, PS = punti subiti

| Pos. | Squadra                  | PCT  | G  | V | N | P  | PF  | PS  |
| ---- | ------------------------ | ---- | -- | - | - | -- | --- | --- |
| 1    | Hämeenlinna Huskies      | .900 | 10 | 9 | 0 | 1  | 431 | 62  |
| 2    | Kuopio Steelers          | .700 | 10 | 7 | 0 | 3  | 214 | 141 |
| 3    | Hanko Sun City           | .700 | 10 | 7 | 0 | 3  | 294 | 163 |
| 4    | Lappeenranta Rajaritarit | .400 | 10 | 4 | 0 | 6  | 174 | 239 |
| 5    | Helsinki Wolverines II   | .300 | 10 | 3 | 0 | 7  | 161 | 255 |
| 6    | Sipoo Bulldogs           | .000 | 10 | 0 | 0 | 10 | 30  | 444 |

## Playoff

### Tabellone
|  | Semifinali | Semifinali      | Semifinali |  |   | IV Rautamalja       | IV Rautamalja  | IV Rautamalja |
|  |            |                 |            |  |   |                     |                |               |
|  | 2          | Kuopio Steelers | 20         |  |   |                     |                |               |
|  | 2          | Kuopio Steelers | 20         |  |   |                     |                |               |
|  | 3          | Hanko Sun City  | 35         |  |   |                     |                |               |
|  | 3          | Hanko Sun City  | 35         |  | 1 | Hämeenlinna Huskies | 35             |               |
|  |            |                 |            |  | 1 | Hämeenlinna Huskies | 35             |               |
|  |            |                 |            |  |   | 3                   | Hanko Sun City | 8             |
|  |            |                 |            |  |   | 3                   | Hanko Sun City | 8             |

### Playout
| Mikkeli 30 agosto 2014, ore 14:00 | Mikkeli Bouncers | 13 – 3 | Sipoo Bulldogs | Urpolan tekonurmi |

| Helsinki 30 agosto 2014, ore 14:00 | Helsinki Wolverines II | 8 – 0 | East City Giants | Velodromo di Helsinki |

### Semifinale
| Kuopio 15 agosto 2014, ore 14:00 | Kuopio Steelers | 20 – 35 | Hanko Sun City | Väinölänniemen stadion |

### IV Rautamalja
| Hämeenlinna 6 settembre 2014, ore 16:00 | Hämeenlinna Huskies | 35 – 8 | Hanko Sun City | Kauriala |

## Verdetti
- Hämeenlinna Huskies Vincitori del Rautamalja 2014